# 飯野利夫
飯野 利夫（いいの としお、1919年11月12日 - 2007年8月8日）は、日本の会計学者。専攻は財務会計。一橋大学名誉教授、中央大学名誉教授、駿河台大学名誉教授。第2代駿河台大学学長。元日本会計研究学会理事長。1995年勲三等瑞宝章受章。

## 来歴・人物
高岡高等商業学校（現富山大学経済学部）を経て、東京商科大学（現一橋大学）を卒業する。大学では太田哲三に師事した。その後、一橋大学教授となるが、大学紛争で同大学を退職し、門下は残らなかった。指導学生に内山力（元中央大学教授）、吉野賢治（元太田昭和監査法人副理事長、学校法人中央学院理事長）などがいる。
日本会計研究学会理事長なども務めた。1995年、勲三等瑞宝章受章。
退職後は、中央大学教授、駿河台大学教授を歴任する。1991年から駿河台大学の第2代学長に就任し、少人数教育と専門職業人養成を進めた。会計学の分野で、著書が簿記や公認会計士試験の基本書として取り上げられるなど著名である。『財務会計論』（同文館出版）、『明解簿記』（国元書房）はロングセラーであった。
2007年8月8日、前立腺癌のため死去。

## 著書
- 『基礎的会計理論』（訳書、アメリカ会計学会編、国元書房、 1969年）
- 『現代会計学入門』（編著、有斐閣、 1977年）
- 『資金的損益貸借対照表への軌跡』（単著、国元書房、 1979年）
- 『新会計諸則の考え方・学び方』（共著、中村忠、税務経理協会、 1984年）
- 『財務会計論』（単著、同文館出版、 1993年）
- 『会計方針選択行動論』（編著、中央経済社、 1994年）
- 『明解簿記.1級工業簿記・原価計算』（編著、染谷恭次郎、国元書房、 1995年）
- 『明解簿記.1級商業簿記・会計学』（編著、染谷恭次郎、国元書房、 1995年）
- 『会計学』（共著、太田哲三、千倉書房、 1995年）